# سوخوي سو-2
سوخوي سو-2 (بالإنجليزية: Sukhoi Su-2)‏ هي قاذفة قنابل من صناعة سوخوي. كان أول طيران لها في 25 أغسطس 1937. صنع منها 910 طائرة.